# Semiothisa foveolata
Semiothisa foveolata là một loài bướm đêm trong họ Geometridae.